# If Not for You
"If Not for You" is een lied van de Amerikaanse singer-songwriter Bob Dylan. Het nummer verscheen op zijn album New Morning, een album waarin onderwerpen als de liefde voor het landleven, voor zijn vrouw Sara en het gezinsleven overheersen. Het album kwam uit op 21 oktober 1970, begin 1971 werd "If Not For You" in Europa uitgebracht als single met op de B-kant titelnummer "New Morning". Olivia Newton-John nam het nummer ook op voor haar debuutalbum, waarvan het de titelsong werd. Haar singleversie kwam in maart 1971 uit.

## Achtergrond
"If Not for You" is door Dylan geschreven rond eind 1968, het is een liefdeslied voor Dylans vrouw Sara, waarin hij geniet van zijn huiselijk leven en de natuur. De eerste opname van het nummer was in maart 1970 voor het album Self Portrait, maar de opname werd niet voor het album geselecteerd. Op 1 mei 1970 nam Dylan het nummer nog eens op met George Harrison op gitaar,  Charlie Daniels op bas en Russ Kunkel op drums. Aangezien Harrison geen werkvergunning had in de VS kon de opname niet gebruikt worden. Deze opname werd wel uitgebracht in 1991 op The bootleg series volumes 1-3.

## De opname
Het is niet helemaal zeker welke opnamen voor de release gebruikt werden, de eerste sessie met Ron Cornelius op elektrische gitaar, David Bromberg op akoestische gitaar en Al Kooper op piano vond in New York plaats op 2 juni en heeft vermoedelijk gediend als basisversie. Op 23 juli volgde een overdubsessie in Nashville met Charlie McCoy op bas, Keith Speicher op viool, Lloyd Green op pedalsteelgitaar en Charlie Daniels op gitaar. Op 12 augustus werden in New York nog eens 5 takes van het nummer opgenomen met Buzz Feiten als gitarist. De versie van 2 juni verscheen in 2013 op The Bootleg Series Vol. 10 – Another Self Portrait (1969–1971).

## De covers
George Harrison nam het nummer in juni 1970 op voor zijn post-Beatle debuutalbum All Things Must Pass, dat later dat jaar verscheen. Olivia Newton-John had internationaal succes met haar single, uitgebracht in maart 1971. Andere artiesten, die het nummer coverden waren Rod Stewart, Bryan Ferry, Richie Havens, Sarah Vaughan en Glen Campbell.